# Воскресенская улица (Днепр)
Воскресенская улица (укр. Воскресенська вулиця) — одна из старейших улиц Днепра. Расположена в Шевченковском административном районе города и исторической местности Половица. По улице хорошо сохранилась застройка и архитектурные памятники местного и национального значения.

## Название
Современная улица состоит из двух исторических — Проточной (позже Клубной) и Воскресенской, объединённых в советские времена.
Проточная улица вела свое название от реки Половицы, вытекавшей из Аптекарской балки, в которую на улице впадали реки Жабокрячь, вытекавшая из Длинного байрака через южную сторону современной площади Героев Майдана (Ленина) и Балка Рыбальская. Название Клубной получила после благоустройства рек и развития здесь Английского клуба.
Название Воскресенская происходит от Свято-Воскресенской церкви на старом кладбище, которым заканчивала улица. В 1930-х церковь была разрушена, а на месте кладбища был построен стадион «Металлург» (ныне — «Днепр-Арена»). Тогда-же Проточную и Клубную объединяют в единую улицу — улицу Ленина.
В рамках декоммунизации 19 февраля 2016 года улице было возвращено историческое название Воскресенская.

## История
Первые дома на улице стали появляться в конце XVII века, однако застройке мешали реки Половица, с притоками Жабокрячь и балка Рыбальская, которые текли вдоль улицы до впадения Половицы в Днепр. В середине XIX века речки были частично выведены в коллектор и началась активная застройка.
Усадьба Щербакова (№ 14 по современной нумерации) — старейшее здание Воскресенской улицы, расположенная на пересечении с проспектом Дмитрия Яворницкого. С 1850 года дом был в аренде у Английского клуба, с 1887 собственники продали здание для размещения в нём квартир и канцелярий местных губернаторов.
В конце 1880-х на противоположной стороне улицы возведён дом инженера Бродского (№ 8), ставший временный помещением Клуба общественных собраний. После отселения клуба в 1912 году в доме открылся первоклассный отель «Лондон».
В 1910 году на пересечении Воскресенской и Екатерининского проспекта началось строительство отделения Санкт-Петербургского международного коммерческого банка. Во время строительства, путём различных махинаций, здание почти вдвое увеличило свою начальную площадь. Это вызвало судебные тяжбы с городской властью. Строительство было окончено в 1911 году.
В 1913, к 75-летию Английского клуба, вплотную к его основному зданию возводится здание театра (№ 5) на 1200 мест. Однако уже через год, с началом Первой мировой войны, помещения и Английского клуба, и Клуба общественного собрания используются для размещения военных госпиталей.
Во времена гражданской войны Клубная и Воскресенская были в эпицентре жестоких боёв за город. В декабре 1917 года большевистские войска с крыши Клуба общественного собрания обстреливали штаб армии Украинской Народной Республики, который располагался в Главпочтапте. В начале 1918 года Екатеринослав становится временной столицей Украинской народной республики Советов, в помещениях Английского клуба размещается Всеукраинский центральный исполнительный комитет. 17—19 марта того же года в Зимнем театре Екатеринослава проходит Второй всеукраинский съезд Советов провозглашает объединение всех советских государственных образований на территории Украины в единую Украинскую Советскую республику, которая через несколько недель прекратила существование из-за наступления украинско-австро-немецких войск. В апреле того же года Английский клуб ненадолго возобновляет деятельность.
Со становлением в городе советской власти большинство зданий в Екатеринославе меняют начальное назначение. Так, в здании Санкт-Петербургского международного коммерческого банка размещается филиал Государственного банка СССР, Клуб общественного собрания занимают творческие коллективы железнодорожников, Английский клуб становится Домом Красной Армии, а помещения его театра занимает переехавший из Харькова Первый театр Украинской советской республики имени Тараса Шевченко. Отель «Лондон» меняет своё название на «гостиница „Красная“».
В годы немецкой оккупации на улице находился кинотеатр для солдат Вермахта «Soldaten-Kino» (№ 11).
В послевоенные годы достроили коллектор реки. Улица получила выход к Днепру, отсюда-же началось строительство набережной. На улице Ленина начали строиться наивысшие в тот момент дома города — девятиэтажные. В конце 1970-х капитально отремонтирован театр Шевченко, создаётся Театральный бульвар, который соединяет улицу Ленина с Московской.
16 июля 1991 года напротив театра Шевченко представителями Народного руха впервые в Днепропетровске было поднято сине-жёлтое знамя. В 1992 году, в первую годовщину независимости в сквере на улице Ленина при участии Президента Украины Леонида Кравчука был открыт второй в городе памятник Тарасу Шевченко.

## Объекты
- № 2 — родильный дом № 1
- № 3 — бывший Английский клуб, в советское время Дом офицеров, с 2000-х годов заброшен
- № 5 — Днепровский драматический театр им. Тараса Шевченко
- № 8 — дом Корецкого, с 1910-х годов здесь разместилось 1-е Екатеринославское общество взаимного кредита, ныне отель «Лондон»;
- № 13 — Днепровское отделение Национального банка Украины, ранее дом Санкт-Петербургского международного коммерческого банка; возведен в 1912 году как Екатеринославское отделение Санкт-Петербургского международного коммерческого банка по проекту харьковского архитектора Виктора Естровича; неоклассический стиль здания с колоннами, бюстами, гирляндами, вазами, гербами Санкт-Петербурга на фасадах и на углу с короной Российской империи под крышей здания;
- № 14 — офис «34 телеканала»
- № 14 — Дом губернатора; изначально был частной усадьбой майора Щербакова, возведен примерно в 1830-х годах; с середины 19 века в нем размещался Английский клуб, который основан в 1838 году; выкуплена губернией здание в 1887 году стала резиденцией Екатеринославского губернатора; 1917 года здесь находился Совет рабочих, крестьянских и красноармейских депутатов, поэтому его прозвали «Екатеринославским Смольным»; в 1934 году здесь открылся Дом пионеров; впоследствии Дом пионеров расширили пристроив бело-кирпичное здание вдоль улицы, что сейчас используется местным 34-телеканалом; в 1980-х годах Дом губернатора собирались сносить, но его отстояли архитекторы и общественность; впоследствии отреставрирован и используется «ПриватБанком»;
- № 16 — Управление жилищного хозяйства исполнительного комитета Днепровского городского совета
- № 23 — Муниципальная городская библиотека
- № 10 — дом Бродского; возведен в конце 1890-х годов, состоял из четырех 3-этажных корпусов: корпус, что выходит непосредственно на улицу, занимали Екатеринославское общественное собрание, дворовые корпуса сначала использовались под квартиры, а в 1910-х годах здесь работал отель «Лондон»;

## Галерея

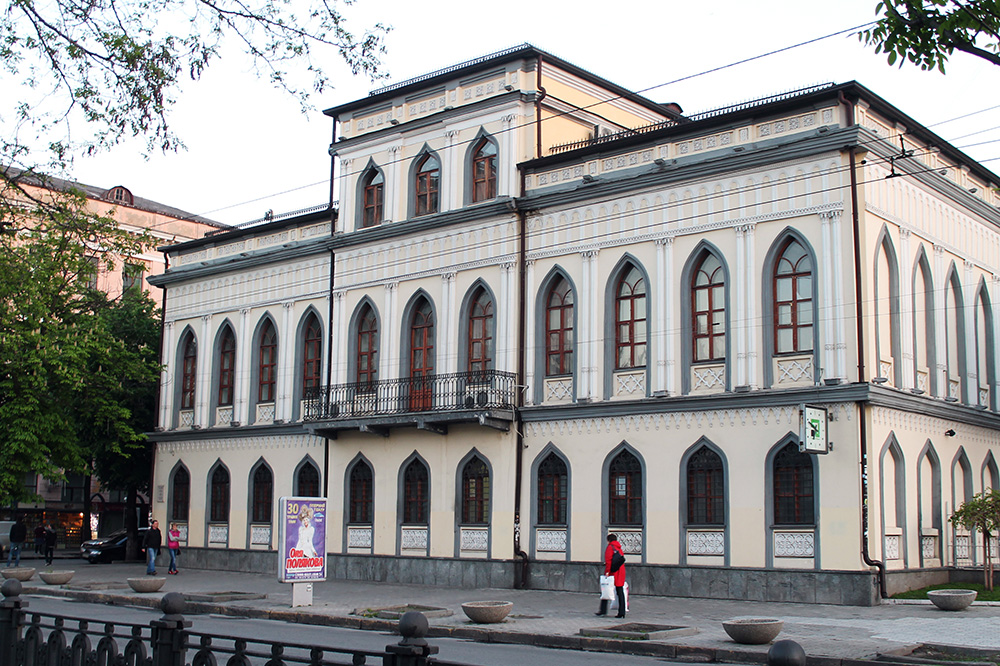
Дом губернатора
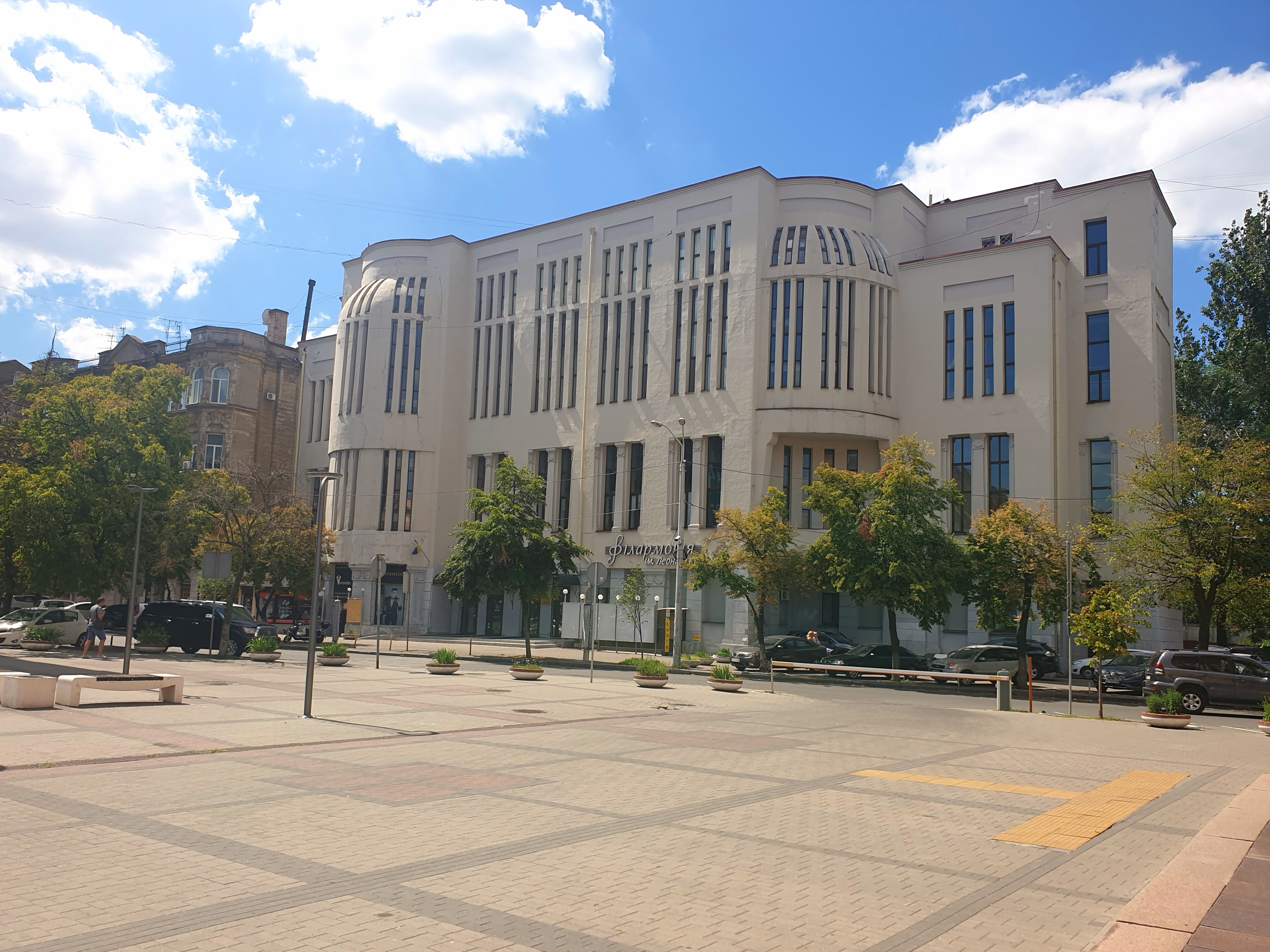
Днепровская областная филармония им. Л. Когана (бывший Дом общественного собрания)
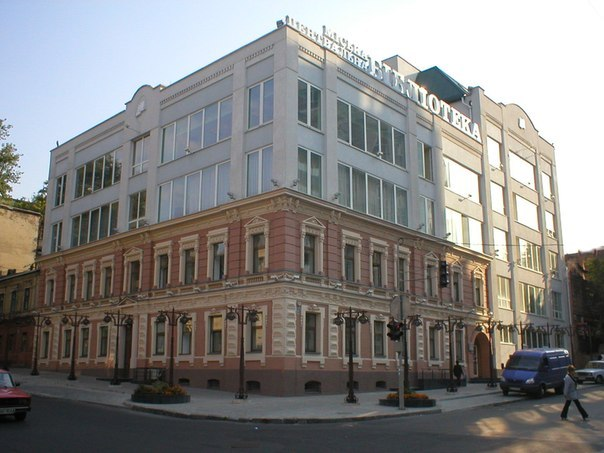
Днепровская центральная городская библиотека
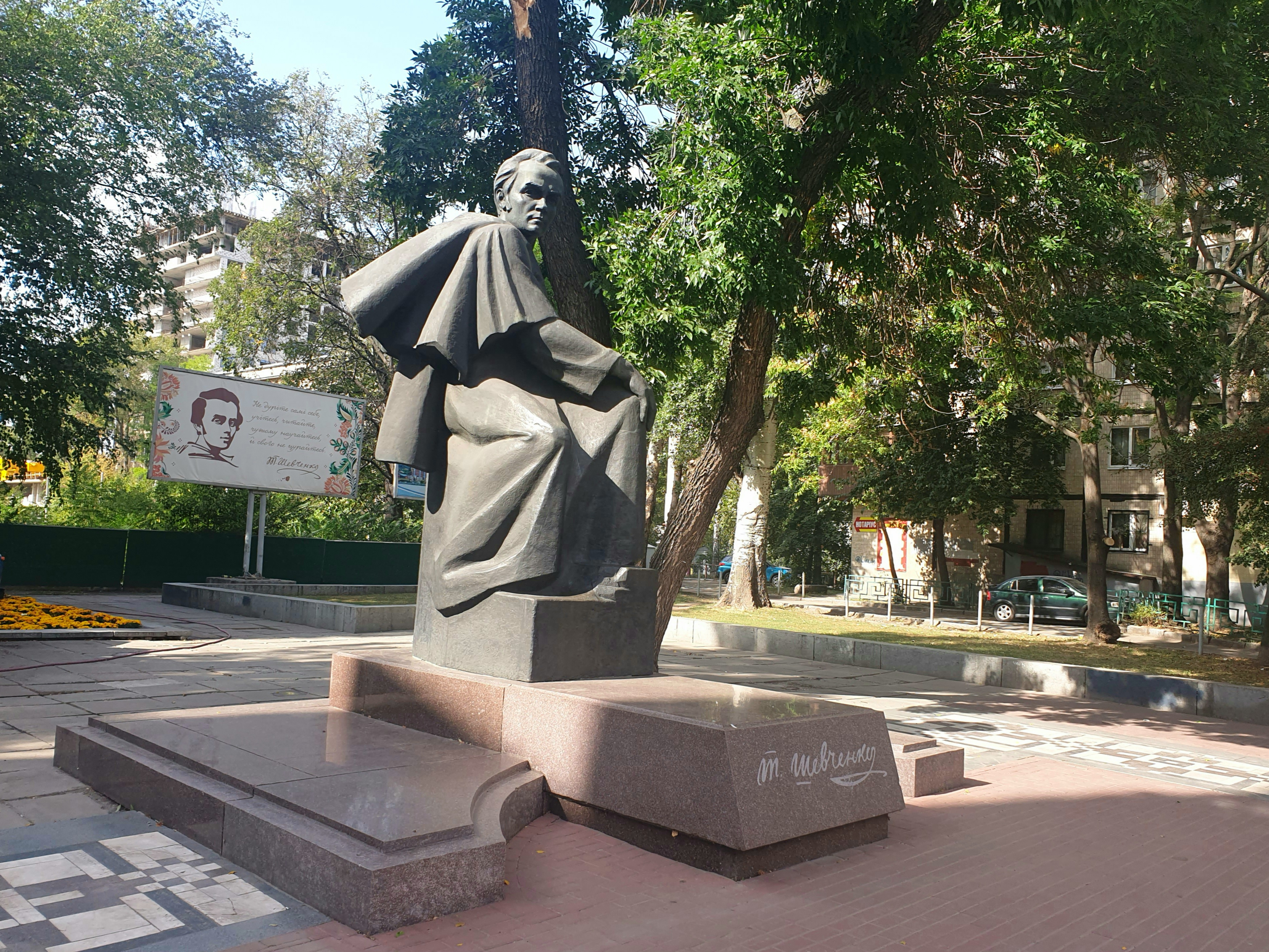
Памятник Т. Г. Шевченко